# Сату-Мік (Харгіта)
Сату-Мік (рум. Satu Mic) — село у повіті Харгіта в Румунії. Входить до складу комуни Лупень.
Село розташоване на відстані 226 км на північ від Бухареста, 46 км на захід від М'єркуря-Чука, 130 км на схід від Клуж-Напоки, 85 км на північ від Брашова.

## Населення
За даними перепису населення 2002 року у селі проживали 86 осіб, усі — угорці. Усі жителі села рідною мовою назвали угорську.